# Famille Bouchart
Pour les articles homonymes, voir Bouchart et Bouchard.
Cette page explique l’histoire ou répertorie les différents membres de la famille Bouchart ou Bouchard.
La famille Bouchart (ou Bouchard) est une famille de la noblesse bretonne.

## Origine
Il s'agit d'un nom ancien en Bretagne rencontré dès le XIe siècle. Un Bouchard, prieur du Pellerin (Burcardus) apparaît dans une notice en 1096. Un Pierre Bouchard est cité comme chanoine de Notre-Dame de Nantes en 1325. 
Il s'agit d'une puissante famille locale de marins et de corsaires, originaire de Bretagne, évêché de Nantes, Batz-sur-Mer.
L'historien Étienne Port, dans son étude sur Alain Bouchart, allie la famille Bouchart de Batz-sur-Mer aux Bouchard présents au Conseil du roi en même temps qu'Alain, dont :
- Antoine Bouchart, seigneur de Sarinville, conseiller au Parlement en 1448. Il habite au coin des rues Serpente et Hautefeuille ;
- Jehan Bouchart, seigneur d'Anvers, conseiller du roi, procureur au Parlement en 1459. Il porte les armoiries suivantes d'azur à trois dauphins d'argent (armoiries sur sa tombe, église Saint-André-des-Arts) ;
- Jean Bouchard est président aux enquêtes en 1598 et son fils conseiller du roi en 1635[3].

## Généalogie

### XIVesiècle
- Nicolas Bouchart (XIVe siècle), amiral de Bretagne.
  - Jean Bouchart (XIVe – XVe siècles), fils du précédent, commandant des vaisseaux du Croisic, résista aux Anglais devant Guérande ;
    - Jean Bouchart, fils du précédent[4] ; Le 15 juin 1487, un mandement du duc lui demande avec Jacques Jouan de rassembler les bateaux présents dans l'estuaire dans des havres surs[5]. Guerre folle, le 19 juin, Nantes est assiégée par les troupes royales.
- Robert Bouchard (XIVe – XVe siècles), présent au côté de Jean Bouchard dans la flottille envoyé en Biscaye en 1386. (Lien de parenté non établi).
- Bernard Bouchard (XIVe – XVe siècles), présent au côté de Jean Bouchard dans la flottille envoyé en Biscaye en 1386. (Lien de parenté non établi).

### XVesiècle
2 branches semblent coexister :

#### 1rebranche
- Alain Bouchard, receveur de Guérande en 1434[6],[7]
  - Jacques Bouchart (XVe – XVIe siècles), greffier du parlement et secrétaire du duc de Bretagne ;
  - Alain Bouchart frère cadet du précédent (mort en 1530), chroniqueur breton.

#### 2ebranche
- Jean Bouchart[6]
  - Vincenne Bouchart
  - Une autre fille femme de Aubin Le Roy.
  - Une autre fille femme de Jean Le Roy.
  - Alain Bouchart [8], réformation de 1513, registre paroissiaux de 1508, rôle rentier de 1533, marié à Olive Loisel dont il eût :
    - Perinne Bouchart née en 1511.
    - Jacques Bouchart
    - Jeanne Bouchart née en 1514, se marie avec Jean Cramezel[9].
    - Marie Bouchart en 1515.
    - Pierre Bouchart qui eut 7 enfants entre 1529 et 1545.

### XVIIesiècle
- Jean Bouchard, docteur en théologie, abbé commendataire de l'abbaye de Prières entre 1607-1630. Il est otage à Redon en 1598 à la suite de la rançon demandée par le capitaine de la Tremblaye après le siège du Croisic. Il assiste aux États de Guérande en 1625[10] ;

## Blason
| Image | Armes de la famille Bouchard.                                                          |
| ----- | -------------------------------------------------------------------------------------- |
|       | Blason de Nicolas Bouchart, D'argent, à trois dauphins pâmés de sable en fasce. Sceau. |
|       | Famille Bouchard, D'argent, à trois dauphins pâmés de sable, 2 et 1.                   |

### Ville
Les armes de la famille Bouchard ont également été reprises par la ville de :
| Figure | Nom de la ville et blasonnement                                                                         |
| ------ | --- |
|        | Batz-sur-Mer Au premier, d'argent à trois dauphins pâmés de sable ; au second, d'azur à la crosse d'or. |

## Vie spirituelle
- Les seigneurs de Kerbouchard, possédaient un enfeu dans l'église Saint-Guénolé de Batz-sur-Mer[11].
- Confrérie Saint-Nicolas de Guérande (membres Nicolas et Jean Bouchard).

## Titres
Seigneurs 
- Seigneur de Kerbouchart, Batz-sur-Mer aux enfants d'Alain Bouchard en 1533[13].
- Seigneur de Vaux-le-Vicomte.

Au service du duc de Bretagne
- Amiral de Bretagne.
- Capitaine du Croisic.
- Capitaine de Concarneau.
- Capitaine du château de Pirmil.
- Maître des Requêtes.
- Greffier au Parlement de Bretagne.
- Secrétaire du Duc de Bretagne, François II.
- Député de Rennes.

Au service du roi de France
- Conseiller de Charles VIII.

En religion
- Abbé de l'Abbaye de Prières.

## Châteaux, seigneuries, terres

### Châteaux
- Château de Penchâteau, Le Pouliguen dit de l'Île-Bouchard[14].

### Terres
Les membres de la famille Bouchard furent teneurs des fiefs suivants : 
- Kerbouchard, Terre, Batz-sur-Mer en 1533[15].